# Euphorbia hieroglyphica
Euphorbia hieroglyphica là một loài thực vật có hoa trong họ Đại kích. Loài này được Coss. & Durieu ex Boiss. mô tả khoa học đầu tiên năm 1862.